# StartUp (TV-serie)
StartUp är en amerikansk kriminal- och thrillerserie som hade premiär den 6 september 2016. Serien är skapad av Ben Ketai. Seriens tredje säsong hade premiär den 1 november 2018. Samtliga säsonger har bestått av 10 avsnitt.

## Handling
Serien kretsar kring tre entreprenörer som utvecklar en kontroversiell men lukrativ idé om ett digitalt valutaföretag. Tvingade att finansiera allt med svarta pengar blir det inte bara en kamp för företaget utan även deras liv.

## Rollista (i urval)
- Adam Brody - Nick Talman
- Edi Gathegi - Ronald Dacey
- Otmara Marrero - Izzy Morales
- Martin Freeman - Phil Rask
- Ron Perlman - Wes Chandler
- Addison Timlin - Mara Chandler
- Mira Sorvino - Rebecca Stroud
- Ashley Hinshaw - Taylor
- Tony Plana - Mr. Morales
- Jenny Gago - Marta Morales
- Kelvin Harrison Jr. - Touie Dacey
- Kamahl Naiqui - Oskar
- Jocelin Donahue - Maddie Pierce
- Wayne Knight - Benny Blush
- Aaron Yoo - Alex Bell
- Joshua Leonard - Rance
- Tyler Labine - Martin Saginaw